# Fighting Mania: Fist of the North Star
Fighting Mania: Fist of the North Star, pubblicato in Giappone come Punch Mania: Hokuto no Ken (パンチマニア 北斗の拳?, Panchi Mania Hokuto no Ken, lett. "Punch Mania: Ken di Hokuto"), è un videogioco arcade di pugilato basato sulla serie manga Ken il guerriero pubblicato da Konami nel 2000.

## Modalità di gioco
Quando un nemico sullo schermo attacca il giocatore, i pad meccanici si muovono e i rispettivi LED si illuminano di rosso. Il pad rimane acceso per un breve periodo di tempo durante il quale il giocatore lo deve colpire. Il giocatore deve colpire i pad solo se i LED sono accesi. La forza del pugno del giocatore è irrilevante e, anzi, il gioco avverte il giocatore di non colpire troppo forte, per evitare il rischio di rompere il macchinario.

### Livelli e avversari
| Livello                              | Difficoltà | Giocatore | Avversari                                 |
| ------------------------------------ | ---------- | --------- | ----------------------------------------- |
| "Basics of Hokuto Shinken"           | Tutorial   | Kenshiro  | Ryuken, Zeed                              |
| Southern Cross                       | Facile     | Kenshiro  | Zeed, Mr. Heart, Shin                     |
| "Nanto Roku Seiken"                  | Medio      | Kenshiro  | King of Kiba, Rei, Shuh, Souther          |
| "Ken-oh, Conqueror of the Century"   | Medio      | Kenshiro  | Colonel, Devil, Uighur the Warden, Ken-oh |
| "Nanto Roku Seiken, Star of Justice" | Medio      | Rei       | Ken-oh, King of Kiba, Amiba, Yuda         |
| "Messiah of the Century Legend"      | Difficile  | Kenshiro  | Jagi, Amiba, Toki, Ryuga, Raoh            |
| "Conqueror of the Century Legend"    | Difficile  | Raoh      | Toki, Jyuza, Fudoh, Kenshiro              |

## Personaggi e doppiatori
- Kenshiro (doppiatore giapponese: Akira Kamiya)
- Raoh (doppiatore giapponese: Kenji Utsumi)
- Rei (doppiatore giapponese: Kaneto Shiozawa)
- Shīn (doppiatore giapponese: Toshio Furukawa)
- Toki (doppiatore giapponese: Masafumi Kimura)
- Shuh (doppiatore giapponese: Katashi Ishizuka)
- Yuda (doppiatore giapponese: Makoto Sasaki)
- Souther (doppiatore giapponese: Haruo Sato)
- Fudoh (doppiatore giapponese: Haruo Sato)
- Jyuza (doppiatore giapponese: Katashi Ishizuka)
- Ryuga (doppiatore giapponese: Hiroki Takahashi)
- Zeed (doppiatore giapponese: Katashi Ishizuka)
- Colonel (doppiatore giapponese: Hitoshi Bifu)
- Mr. Heart (doppiatore giapponese: Makoto Sasaki)
- Devil (doppiatore giapponese: Masafumi Kimura)
- King of Kiba (doppiatore giapponese: Haruo Sato)
- Jagi (doppiatore giapponese: Haruo Sato)
- Amiba (doppiatore giapponese: Makoto Sasaki)
- Uighur the Warden (doppiatore giapponese: Masafumi Kimura)
- Ryuken (doppiatore giapponese: Masafumi Kimura)

## Musica
La sigla musicale del gioco è Ai o Torimodose!! (愛をとりもどせ!!?, lett. "Riprenditi l'amore") di Krystal King, già sigla di apertura della prima serie dell'anime.

## Cabinato
Il cabinato arcade, in vista frontale, misura 870mm in larghezza, 1905mm in altezza e 1240mm in profondità con un peso complessivo di 233 kg. Il monitor CRT è installato all'interno del corpo centrale del mobile a una discreta distanza dal punto di vista del giocatore per dare spazio di movimento ai sei "punch pad" meccanici montati sui due lati della rientranza frontale. Il cabinato è anche dotato di due guantoni speciali da indossare durante l'utilizzo per evitare infortuni alle mani. Questi guantoni sono ancorati al corpo centrale del cabinato tramite appositi cavi metallici anti-furto.

## Sequel
Punch Mania: Hokuto no Ken 2: Gekitō Shura no Kuni Hen (パンチマニア 北斗の拳２ 激闘 修羅の国編?, Panchi Mania Hokuto no Ken Tsū: Gekitō Shura no Kuni Hen, lett. "Punch Mania: Ken di Hokuto 2: Scontro nella terra di Asura") è un sequel dell'originale Fighting Mania che fu pubblicato nel dicembre del 2000. Oltre che contenere i sette livelli del predecessore, il gioco aggiunge cinque nuovi livelli basati sulla seconda parte del manga (e seconda stagione dell'anime).